# Thyreus surniculus
Thyreus surniculus là một loài Hymenoptera trong họ Apidae. Loài này được Lieftinck mô tả khoa học năm 1959.